# Светлый Луч (Брянская область)
Светлый Луч — посёлок в Жирятинском районе Брянской области, в составе Морачёвского сельского поселения. 
 Расположен в 1,5 км к югу от села Морачёво. Население — 2 человека (2010).

## История
Возник в 1920-е годы; до 2005 года входил в Морачёвский сельсовет.
| Годы      | 1926 | 1979 | 1989 | 2002 | 2010 |
| --------- | ---- | ---- | ---- | ---- | ---- |
| Население | 112  | 25   | 11   | 3    | 2    |